# Multiclavula pogonati
Multiclavula pogonati är en lavart som först beskrevs av Coker, och fick sitt nu gällande namn av R.H. Petersen 1967. Multiclavula pogonati ingår i släktet Multiclavula och familjen Clavulinaceae.   Inga underarter finns listade i Catalogue of Life.